# Липняк

Липняк (укр. Липняк) — село,
Великочернетчинский сельский совет,
Сумский район,
Сумская область,
Украина.
Код КОАТУУ — 5924782203. Население по переписи 2001 года составляло 122 человека.

## Географическое положение
Село Липняк находится между селом Великая Чернетчина (0,5 км) и городом Сумы (1,5 км).
В 1,5 км протекает река Псёл.
По селу протекает пересыхающий ручей с запрудой.
Через село проходит автомобильная дорога Т-1901.